# De Gewone Man
De Gewone Man is een Nederlandse politieke partij opgericht in de voormalige gemeente Oost-, West- en Middelbeers (Noord-Brabant). Sinds de gemeentelijke herindeling in deze provincie in 1997 is deze partij actief in de gemeente Oirschot.

## Geschiedenis
De partij bestaat sinds 1974. De partij werd opgericht door de latere wethouder Jan van Lieshout. Van Lieshout zei te willen opkomen voor 'de gewone man'. Een later bekend lid van de partij was Piet Smits, die Van Lieshout opvolgde als wethouder.
In 2009 kwam het college van burgemeester en wethouders van Oirschot ten val nadat de partij een motie van wantrouwen had ingediend tegen wethouder Ted van de Loo van coalitiepartner Dorpsvisie.
Bij de gemeenteraadsverkiezingen van 2010 kreeg De Gewone Man twee zetels in de Oirschotse gemeenteraad. In 2014, 2018 en 2022 waren dat er respectievelijk 3, 4 en 5. In het in 2022 gevormde college levert de partij één wethouder, Ad van Beek.